# Kotor
Kotor (em português:  Cátaro; em italiano:  Cattaro) é uma vila e porto natural de grande beleza sito na baía de Cátaro, Montenegro. É a capital do município de Kotor, tendo 5 341 habitantes (censo de 2003). A região de Kotor é famosa pelos seus fiordes, únicos no Mediterrâneo, conhecidos pela Baía de Cátaro (italiano: Bocche di Cattaro; sérvio: Boka Kotorska). 

## História
Kotor foi habitada desde a Roma Antiga, época na qual era denominada Ascrívio (em latim: Ascrivium) e fazia parte da província da Dalmácia. Com o nome de Cátaro (em italiano: Cattaro), a cidade e a região circundante fez parte, entre 1420 e 1797, da República de Veneza, período que influenciou de forma ainda hoje visível a arquitectura da cidade. A sua estrutura urbana, típica das cidades marítimas da costa oriental do Adriático, é circundada por uma imponente cintura de muralhas, permanece bem conservada, tendo merecido ser incluída na lista do Património da Humanidade da UNESCO.